# أبو قوة
قرية أبو قوة: من قرى مملكة البحرين التي ما زالت تحافظ على طابعها القروي الأصيل، وهي تقع على الظرف الشرقي من شارع الشيخ خليفة بن سلمان بالقرب من جسر تقاطع منطقة القدم، وتتداخل من جهة الشرق مع قرية السهلة الشمالية، ومن جهة الجنوب تتداخل مع قرية جبلة حبشي. ويبلغ عدد قاطنيها حوالي 1500 نسمة كلهم من البحرينين وما عدا 100 - 150 فرد من الجالية الهندية العاملة في مجال صيانة الطرق، وتسكن هذه الجالية على أطراف قرية أبو قوة. وكانت تشتهر قديما بكثرة النخيل حيث كان معظم سكانها يعمل ( نخالوة).